# Мёртвая голова Стикса
Мёртвая голова Стикса (лат. Acherontia styx) — крупная массивная бабочка, принадлежащая к семейству бражников (Sphingidae). Отличительной особенностью является характерный рисунок на груди, напоминающий человеческий череп.

## Этимология названия
Латинское биноминальное название «Acherontia styx» восходит к греческой мифологии. Ахерон в мифологии — одна из 5 рек в подземном царстве мёртвых, также слово «Ахерон» употреблялось для обозначения глубины и ужасов преисподней. Стикс — в древнегреческой мифологии — олицетворение первобытного ужаса (στυγεϊν, слав. стужаться) и мрака, из которых возникли первые живые существа, и персонификация одноимённой мифической реки Стикс, которая была одной из пяти рек (вместе с Летой, Ахероном, Коцитом и Флегетоном), протекающих в подземном царстве Аида.

## Систематика и ареал
Род Acherontia выделяют в трибу Acherontiini (Boisduval, 1875). Родство между видами в пределах трибы полностью не исследовано.
Филогения вида может быть представлена следующим образом (на схеме справа).
Обычно выделяют два подвида: Acherontia styx styx Westwood, 1847 и Acherontia styx medusa Moore [1858], in Horsfield & Moore.
Ареал номинативного подвида охватывает: северо-центральный и западный Китай (провинция Юньнань), на запад через северный Таиланд, Мьянма, Бангладеш, Индия, Непал, Пакистан, Иран, Саудовская Аравия и Ирак, Индия, Шри-Ланка, Иордания, Израиль, Египет. 
Подвид medusa, встречается повсеместно по восточной континентальной Азии, от северо-восточного Китая (где он является мигрантом) и южной Японии, на юг через восточный Китай и Вьетнам до полуострова Малайзия и Таиланда. Также обнаружен на всех островах Малайского архипелага, Филиппины, западная Индонезия. Изредка залетает на юг Приморского края России.
Выделение подвида Acherontia styx medusa оспаривается некоторыми авторами. Экземпляры из Тибетского автономного района Китая (Xizang), Тибета, Сычуань и Шэньси идентичны номинативному Acherontia styx styx. Образцы из Вьетнама имеют промежуточное положение между данными подвидами. Возможно, Acherontia styx medusa является формой влажного сезона, влажной зоны.

## Описание
Размах крыльев 90—120 мм. Половой диморфизм выражен слабо. Передние крылья практически в 2 раза длиннее своей ширины, имеют приострённую вершину и ровный наружный край. Задние крылья заметно скошены к своему заднему краю, характеризуются наличием неглубокой выемки по своему наружному краю перед анальным углом. Грудь чёрно-коричневая или синевато-бурая с охристо-жёлтым рисунком, напоминающим собою человеческий череп с чёрными глазницами. Данный рисунок может быть изменчив. Окраска передних крыльев также изменчивая — может отличаться различной степенью интенсивности рисунка, включая наличие либо отсутствие пятен и тёмных полосок. В преобладающем большинстве случаев передние крылья буро-чёрные, местами чёрные, разделены на три поля двумя поперечными, сложно разрисованными, волнистыми полосами жёлто-пепельного цвета. Задние крылья охряно-жёлтого цвета с двумя чёрными поперечными полосами. Наружная полоса шире, с зубчатым краем. На задних крыльях жилки R5 и M1 располагаются на коротком общем стебле. Усики короткие, стержневидные, резко сужены и слегка изогнуты перед вершиной.
В целом, окраска вида сходна с таковой у бражника мёртвая голова, но отличается наличием двух (вместо одной) медиальных полос на нижней стороне переднего крыла и, как правило, отсутствием тёмных полос по всей нижней поверхности брюшка. Рисунок в виде черепа более тёмный и с меньшим количеством синего напыления. Дискальное пятно на переднем крыле оранжевое, а у бражника мёртвая голова — обычно белого цвета.

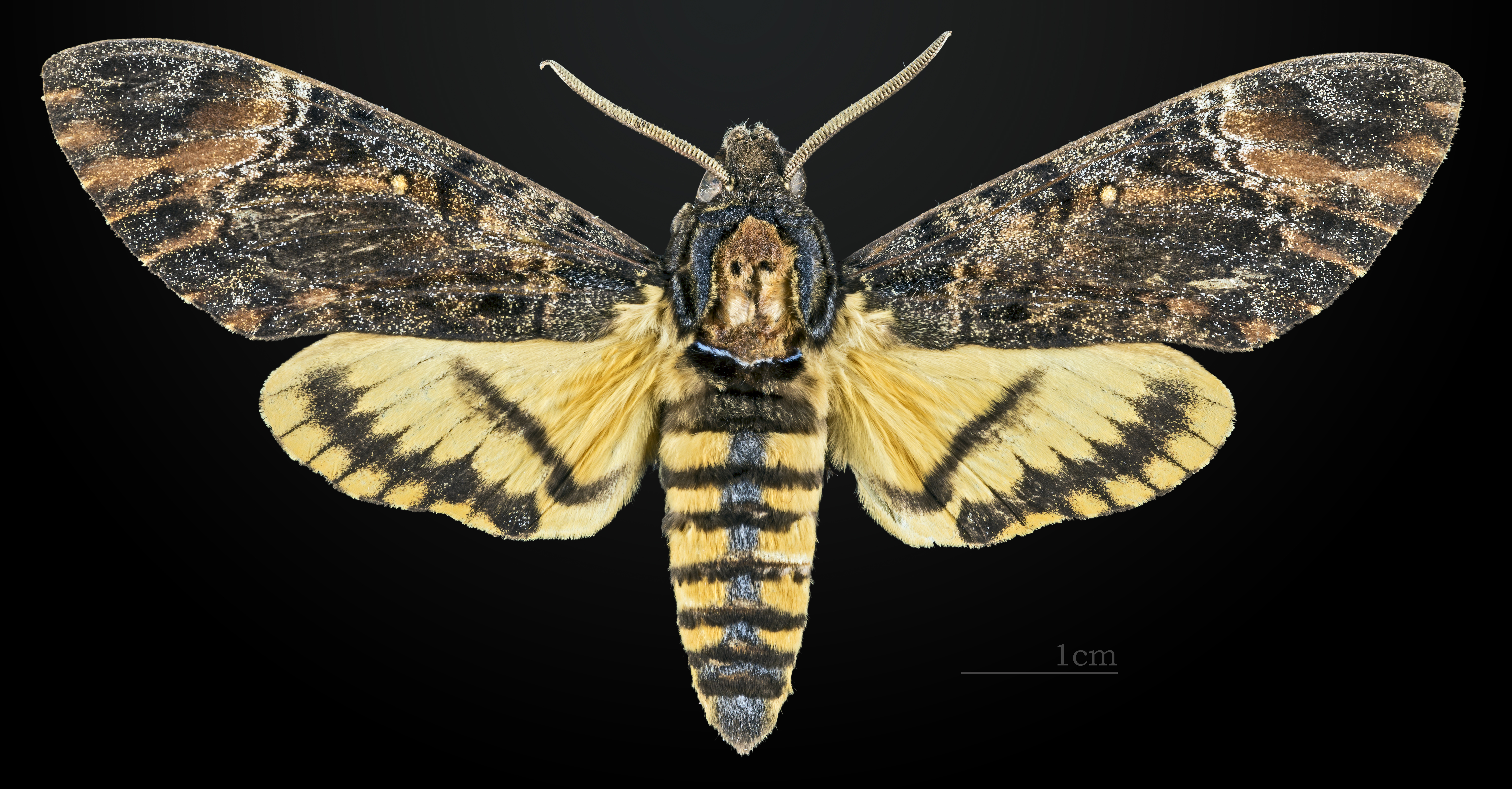
♂  A.s. styx
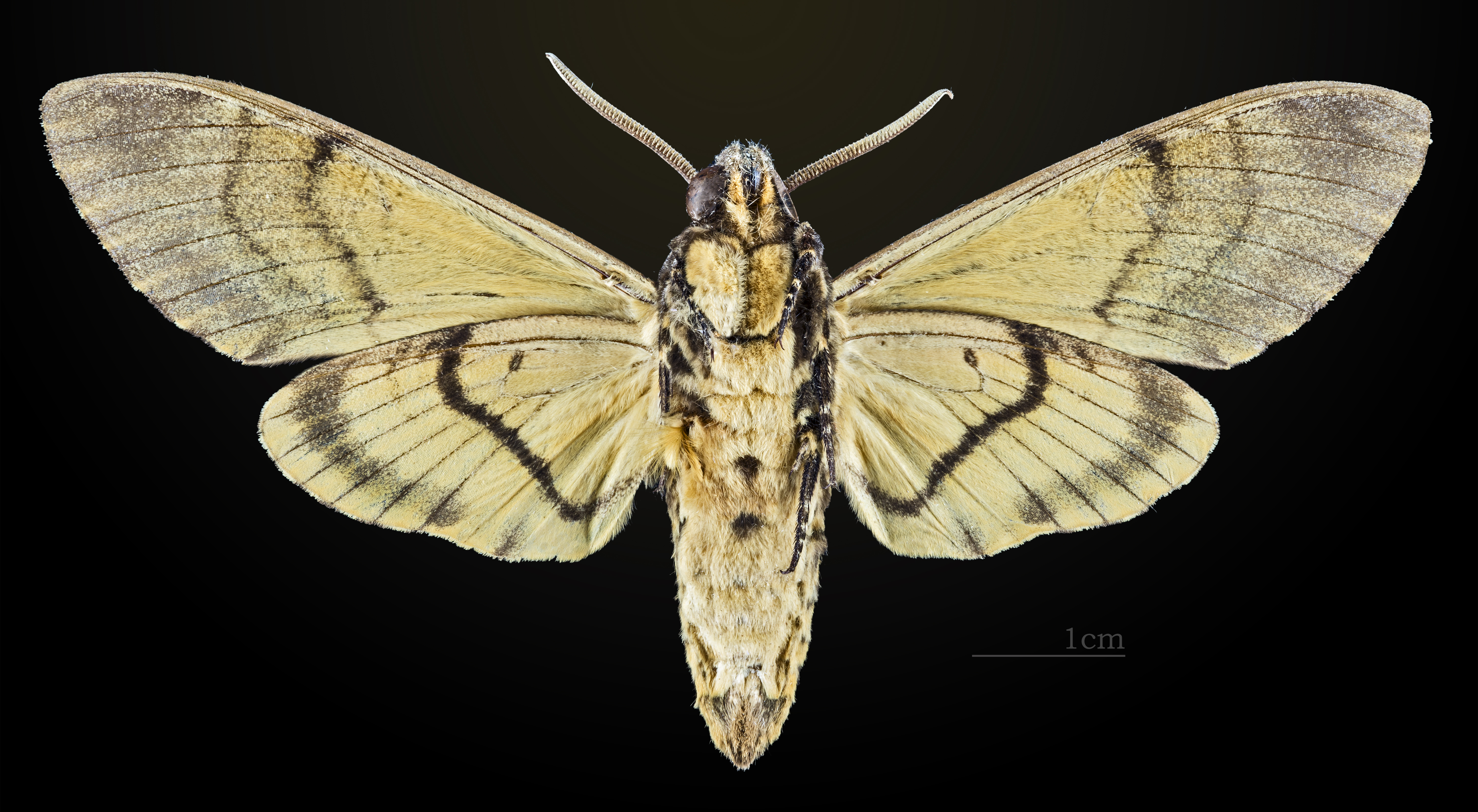
△ ♂  A.s. styx
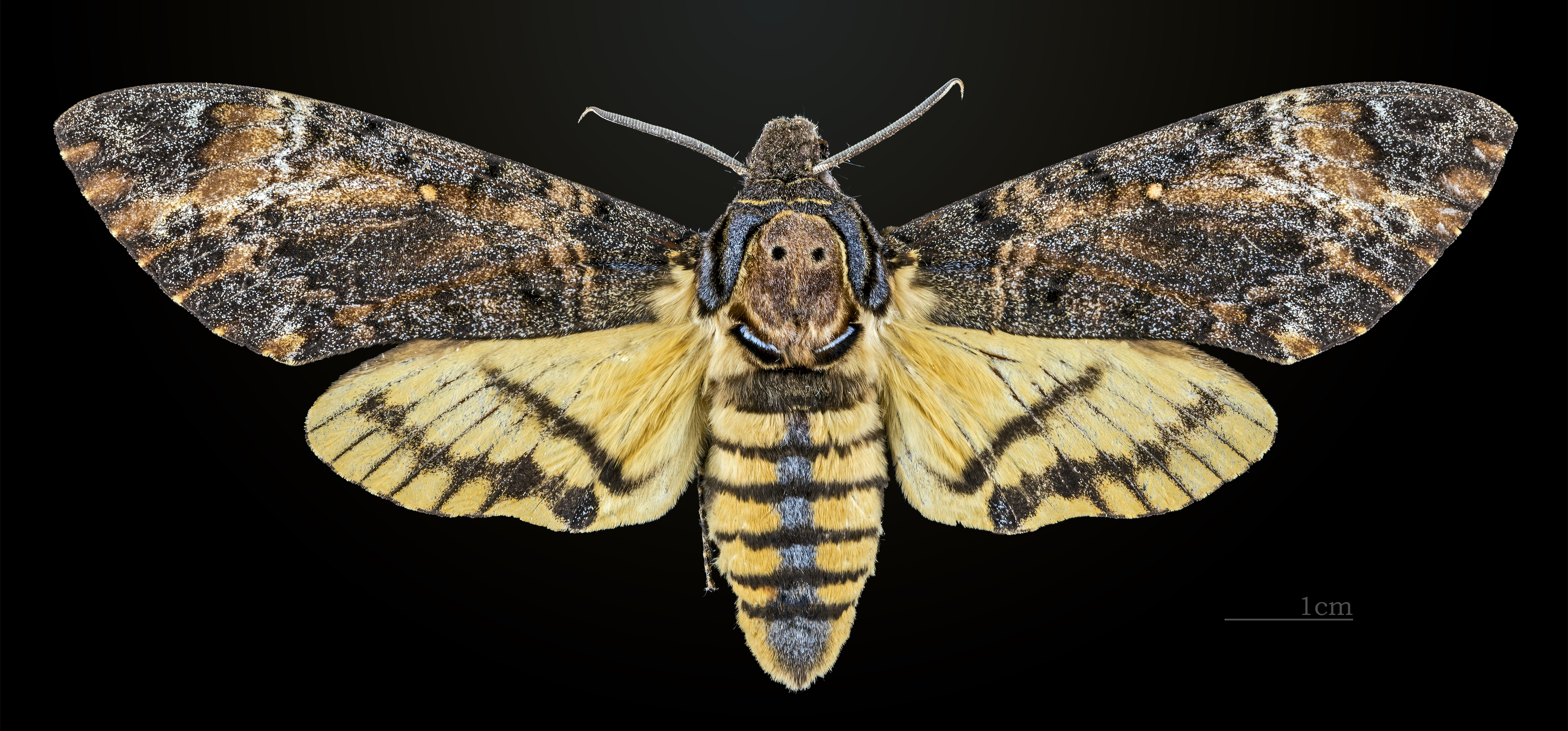
♀  A.s. styx
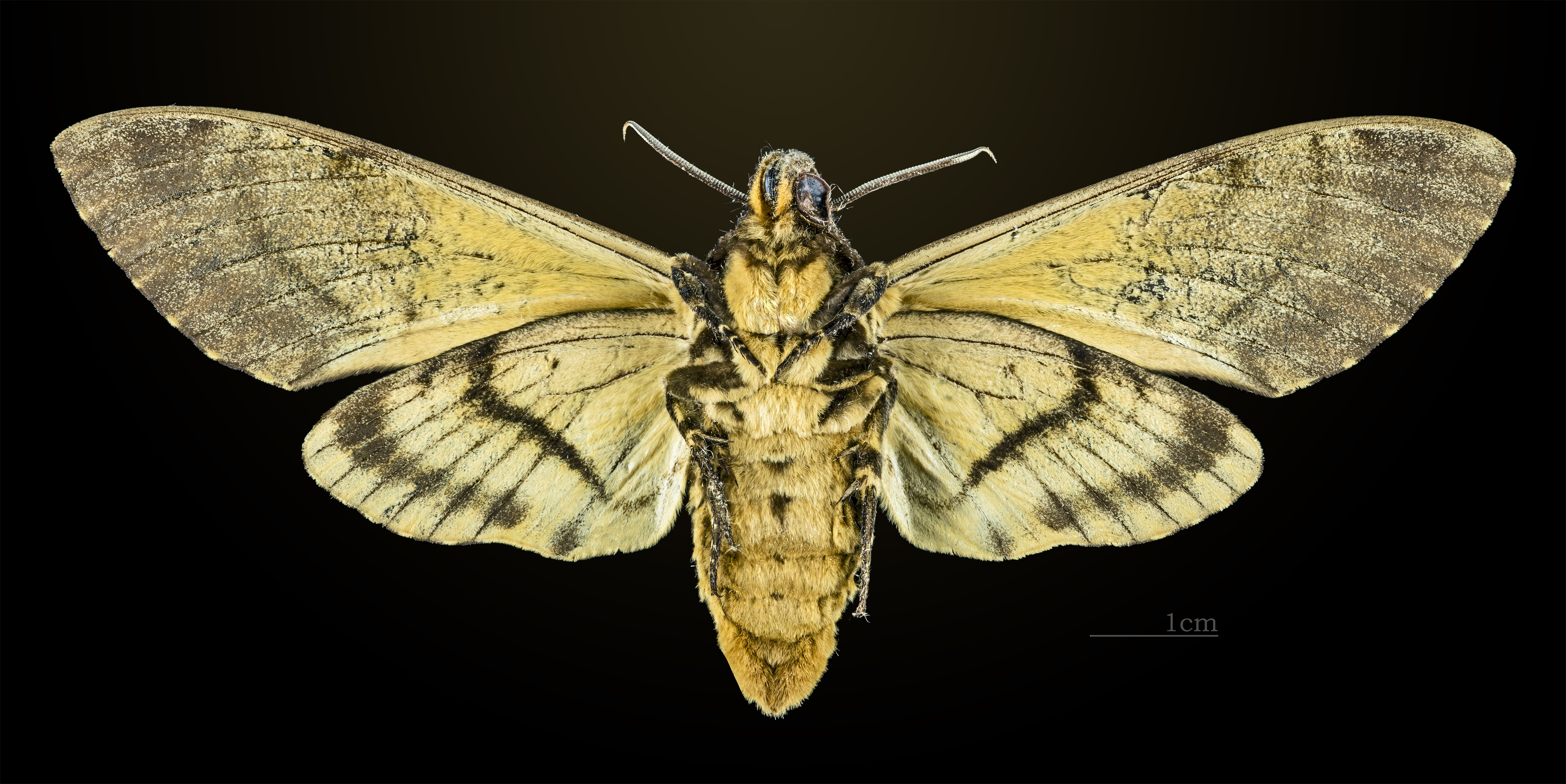
△ ♀  A.s. styx

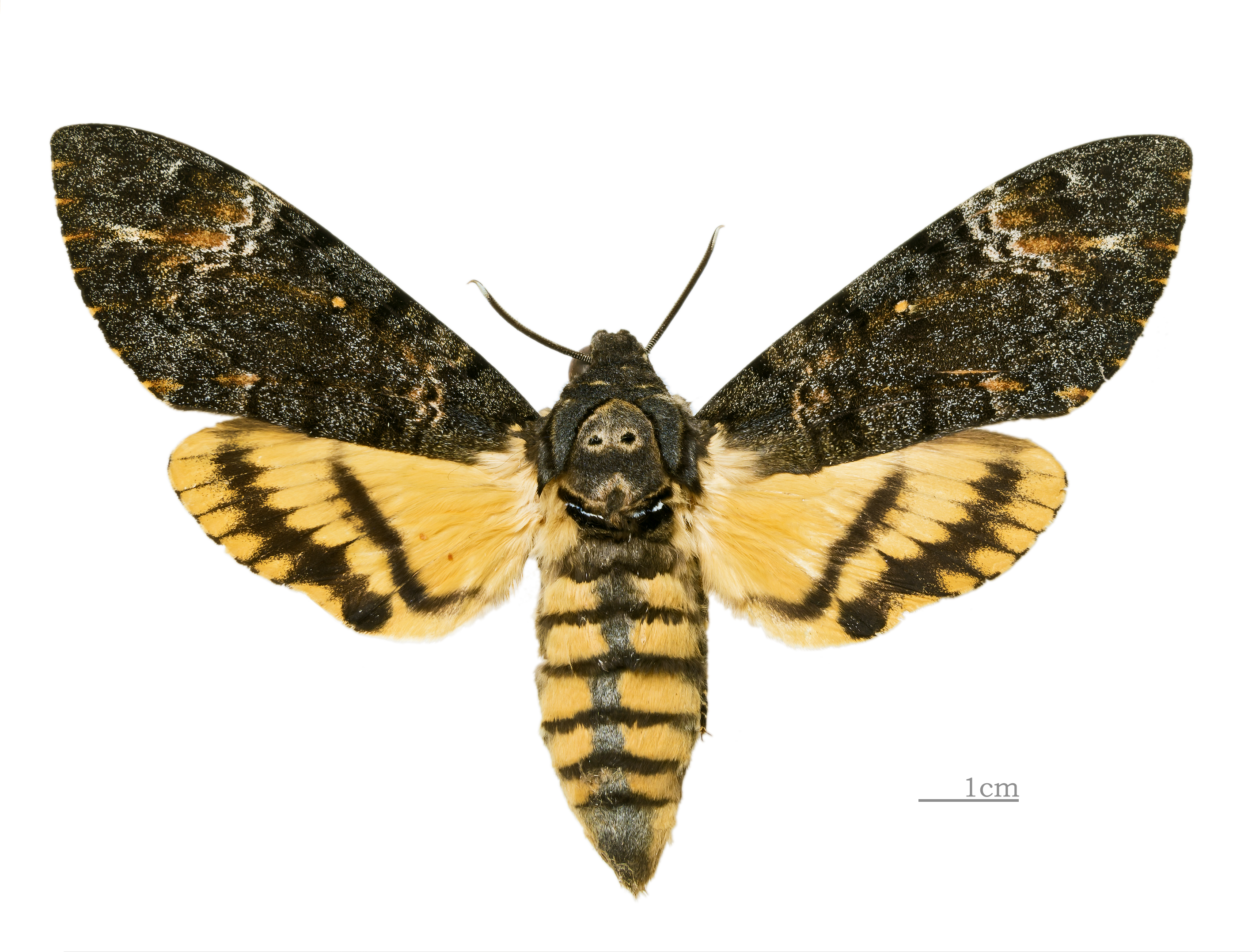
A. s. medusa
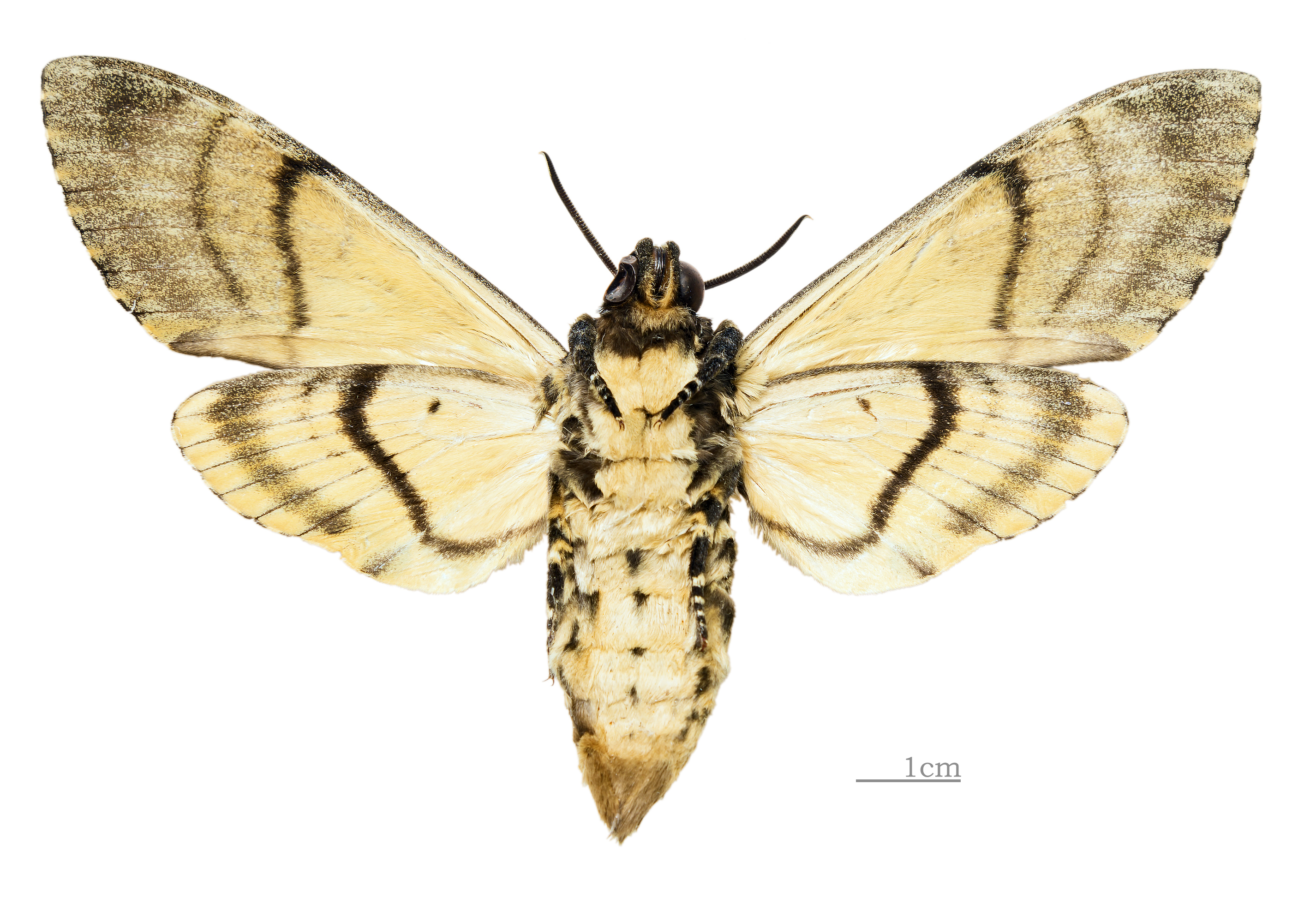
A. s. medusa

## Биология

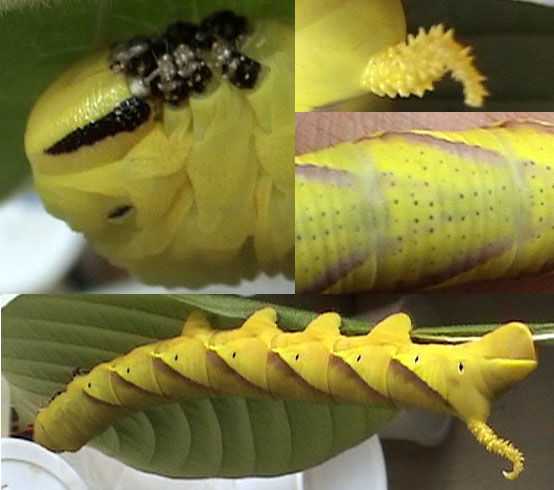
Гусеницы

За год, в зависимости от географического положения участка ареала, развивается до четырёх поколений. Время лёта — февраль, май, июль и сентябрь. В Саудовской Аравии бабочки и гусеницы встречаются только в ноябре.
Имаго активны в сумерках и до полуночи. Их часто привлекают искусственные источники света, однако к ним прилетают только самцы и самки, готовые к откладыванию яиц.
Питание имаго играет важную роль для поддержании жизни, а также для созревания яиц в теле самки. Короткий и толстый хоботок не позволяет бабочкам питаться нектаром цветов и служит для питания вытекающими древесными соками, а также соками повреждённых плодов и фруктов. Однако, к питанию последними бабочки прибегают крайне редко. Охотно поедает мёд, проникая в гнёзда медоносных пчёл, где прокалывает ячейки сот хоботком и сосёт мёд. При всасывании хоботком жидкой пищи Acherontia styx предпочитает садиться на субстрат, а не зависать в полёте, как делают многих другие виды бражников.

## Жизненный цикл
Яйцо зелёного или желто-зеленого цвета. Его размеры 1,5×1,2 мм. Взрослая гусеница длиной 90 — 120 мм. Встречаются формы с различной окраской: жёлтой, зелёной и бурой. Гусеницы являются полифагами и могут питаться многими видами растений из нескольких семейств. Основные кормовые растения из семейств: Solanaceae (Lycopersicon, Solanum, Lycium и Withania somnifera) и Verbenaceae (Clerodendrum inerme). Второстепенные кормовые растения: Bignoniaceae, Fabaceae, Oleaceae, Pedaliaceae, Sesamum indicum, Spathodea campanulata, Tecoma stans, Tecomaria capensis, Lantana camara, Vitex agnus-castus и Duranta erecta. Куколка гладкая, блестящая, длиной 50—60 мм.

## В культуре
Определённую роль играет данный бражник в романе Томаса Харриса «Молчание ягнят». Маньяк-убийца кладёт куколку этой бабочки в рот своим жертвам. Для преступника они были символом перерождения — он хотел превратиться в женщину, как куколка в бабочку. В одноимённом фильме, снятом по данному роману преступник использовал куколок близкородственного вида — Acherontia atropos.